# Mulu Seboka
Mulu Seboka (Shewa, 13 januari 1984) is een Ethiopische atlete, die is gespecialiseerd in de marathon.

## Biografie
Seboka won in 2003 op negentienjarige leeftijd de marathon van Valencia. Nadien won ze driemaal de marathon van Bombay. In 2008 was Seboka ook de snelste in de Waterfront marathon in Toronto. In 2014 won ze zowel de marathon van Dubai als de marathon van Daegu. Een jaar later werd ze in Dubai zesde met een persoonlijke recordtijd van 2:21.56. Later dat jaar scherpte ze bij de Mattoni Karlovy Vary ook haar persoonlijk record op de halve marathon aan tot 1:09.11.

## Persoonlijke records
| Onderdeel      | Prestatie | Datum            | Plaats       |
| -------------- | --------- | ---------------- | ------------ |
| 10 km          | 32.42     | 23 mei 2015      | Karlovy Vary |
| 15 km          | 48.38     | 11 november 2012 | Istanboel    |
| 20 km          | 1:07.42   | 6 april 2014     | Daegu        |
| halve marathon | 1:09.11   | 23 mei 2015      | Karlovy Vary |
| 25 km          | 1:24.16   | 19 oktober 2014  | Toronto      |
| 30 km          | 1:41.13   | 19 oktober 2014  | Toronto      |
| marathon       | 2:21.56   | 23 januari 2015  | Dubai        |

## Palmares

### 10 km
- 2005: 7e Brittanic Asset Management Women's - 33.29,9
- 2005: 9e Great Manchester Run - 34.11
- 2011:  Peace Race in Youngstown - 33.13,4

### 15 km
- 2011:  Tulsa Run - 51.54

### 20 km
- 2006:  Ethiopische kamp. in Addis Ababa - 1:10.58
- 2006: 25e WK in Debrecen - 1:08.59

### halve marathon
- 2005: 8e halve marathon van New Delhi - 1:13.54
- 2010:  halve marathon van Trier - 1:12.55
- 2011:  halve marathon van Cincinnati - 1:13.20,2
- 2011:  halve marathon van Savannah - 1:13.44
- 2011:  halve marathon van Kitty Hawk - 1:13.20
- 2012: 13e halve marathon van Yangzhou - 1:14.18
- 2012:  halve marathon van Darica - 1:14.00
- 2013:  halve marathon van Adana - 1:11.09
- 2015:  halve marathon van Karlovy Vary - 1:09.11

### marathon
- 2003:  marathon van Valencia – 2:46.33
- 2003: 18e marathon van Pyongyang - 2:43.30
- 2003:  marathon van Addis Ababa - 2:55.12
- 2003: 4e marathon van Beirut - 2:45.43
- 2004: 5e marathon van Padua – 2:38.21
- 2004:  marathon van Beiroet – 2:37.30
- 2005:  marathon van Bombay – 2:35.03
- 2005: 9e marathon van Londen – 2:30.54
- 2005: 48e WK – 2:53.08
- 2006:  marathon van Bombay – 2:33.15
- 2006: 9e marathon van Nagoya – 2:30.41
- 2007: 4e marathon van Tempe – 2:42.44
- 2007: 4e marathon van San Diego – 2:33.27
- 2007:  marathon van Ljubljana - 2:38.00
- 2008:  marathon van Bombay – 2:30.03
- 2008: 5e marathon van Hamburg – 2:31.45
- 2008:  Toronto Waterfront Marathon – 2:29.06
- 2009: 10e marathon van Dubai – 2:30.10
- 2009:  marathon van Praag – 2:30.39
- 2009:  Waterfront Marathon in Toronto – 2:29.37
- 2010:  marathon van Daegu – 2:30.47
- 2010: 4e marathon van Bombay – 2:32.46
- 2010:  marathon van Perth - 2:35.02
- 2010:  marathon van Melbourne - 2:32.20
- 2010: 5e marathon van Taipei - 2:34.46
- 2011:  marathon van Belgrado – 2:34.38
- 2011: 6e marathon van Baltimore - 2:36.01
- 2011:  marathon van Beograd - 2:35.14
- 2012: 11e marathon van Dubai - 2:25.45
- 2012:  marathon van Daegu - 2:27.38
- 2012:  marathon van Guangzhou - 2:26.46
- 2013:  marathon van Daegu - 2:23.43
- 2014:  marathon van Dubai - 2:25.01
- 2014:  marathon van Daegu - 2:25.23
- 2014:  Toronto Waterfront Marathon - 2:23.15
- 2015: 6e marathon van Dubai - 2:21.56
- 2015: 5e Chicago Marathon - 2:24.40
- 2016: 5e marathon van Dubai - 2:24.24